# Crambus caligula
Crambus caligula là một loài bướm đêm trong họ Crambidae.